# Kőfúró csík
A kőfúró csík vagy törpecsík (Sabanejewia aurata) a sugarasúszójú halak (Actinopterygii) osztályának pontyalakúak (Cypriniformes) rendjébe, ezen belül a csíkfélék (Cobitidae) családjába tartozó védett faj.
Előfordul a Kaszpi-tengertől egészen Délkelet-Európáig, azonban jelentős állományai a Duna vízrendszerében találhatóak meg. Elsősorban természeti szempontból értékes kisméretű, áramláskedvelő halfaj. Gazdasági jelentősége nincs, még a ragadozóhalak sem nagyon tudják elejteni, mert beássa magát a fövenybe és így nem találják meg.

## Előfordulása
A Kaszpi-tenger mellett elterülő Turáni-alföld és a Duna vízrendszere az elterjedési területének két legfőbb központja. Előszeretettel tartózkodik mély vizekben, elsősorban a 2 méternél mélyebb részeken lehet velük találkozni, de a Kazán-szorosnál 20 méteres mélységben is megtalálták már. Magyarország területén először 1948-ban igazolták hivatalosan a jelenlétét, de egyes kutatók szerint őshonos halfajunk. A gyors folyású vizeket kedveli, a folyók gyorsabb folyású szakaszain és a középhegységi patakokban él.

### Alfajok
A S. aurata aurata Erdélyben a Maros felső folyása és a belé ömlő Nagy-küküllőben található meg. Korábban alfajként szerepelt a Duna vízrendszerében élő balkáni csík (S. aurata balcanica, Karaman, 1922 néven), mely Szlovákiáig fordul elő és  a bolgár csík (S. aurata bulgarica, Drensky 1928 néven), melynek legészakibb élőhelye a Bódva. Az alfajokkal kapcsolatos szakmai álláspont nem egységes, hiszen az alfajok önálló leírásával is lehet találkozni.
Felsorolása az alfajoknak:
- Sabanejewia aurata aurata (De Filippi, 1865) szinonimája: Sabanejewia aurata radnensis (Jaszfalusi, 1951)
- Sabanejewia aurata aralensis (Kessler, 1877)
- Sabanejewia aurata bosniaca (Karaman, 1963)
- Sabanejewia aurata doiranica (Economidis & Nalbant 1996)

### Hasonló fajok
Legkönnyebben a vágó csíkkal lehet összetéveszteni, mert nagyon hasonlítanak egymásra. A mintázatukban mutatkozó eltérések szolgálhatnak a megkülönböztetés alapjául, hiszen a törpecsík testoldalán nagy és kicsi foltok alkotnak legfeljebb három hosszanti sort, míg a vágócsíkon öt sáv különül el. A további csíkféléktől, már könnyebb megkülönböztetni, hiszen a kövi csík teste hengeres a feje oldalról nem lapított. A réti csík oldalán nincsenek foltok, mert hosszanti sárga és barna csíkok tarkítják.

## Megjelenése
A hal testhossza 8-12 centiméter, legfeljebb 14 centiméter. Felső állkapcsán 6 hosszú bajuszszál ül. Pontosan a szem középvonala alatt kétágú erős tüske van. Egy hosszanti sor mentén 170-200 nagyon kicsi pikkelye van. A hímek a nőstényektől a testoldalon lévő jellegzetes megvastagodás alapján könnyen megkülönböztethetők. Ez az ivari különbség volt az alapja a Sabanejewia nemnek a Cobitis fajoktól történő elkülönítésének a vágó csíknál ez az ivari különbség nem figyelhető meg.

## Életmódja
A csekély vízhozamú patakokban és az állóvizekben nem fordul elő. Jelentősebb vízhozamú folyóink paduc-, márna- és dévérzónájában él. A dévérzónában a kemény aljzatú sodrottabb szakaszokon, gyakran a folyó sodorvonalában tartózkodik szívesen, de az üledékes szélvizekben már ritkábban fordul elő. A mélyvizek lakójaként a mederfenéken található táplálékok közül az apró fenéklakókat víziférgeket, rovarok lárváit, puhatestűeket és alsóbbrendű rákokat fogyaszt. Oxigénigénye a hazai csíkfajok közül a legnagyobb.

## Szaporodása
Szaporodását kevésbé figyelték meg eddig. Az ivarérettséget kétéves korára elérő példányaik április-július között ívnak. A nőstények a viszonylag kevésszámú (200-300 darab) ikrájukat víz alatti növényekre rakják.

### A faj tudományos leírásával foglalkozó elektronikus ismeretforrások
- A faj szerepel a Természetvédelmi Világszövetség Vörös Listáján. IUCN. (Hozzáférés: 2010. június 13.)
- A faj adatlapja a FishBase oldalán. FishBase. (Hozzáférés: 2010. október 14.)
- A taxon adatlapja az ITIS adatbázisában. Integrated Taxonomic Information System. (Hozzáférés: 2010. október 14.)
- Golden Spined Loach Sabanejewia aurata (De Filippi, 1863). BioLib.cz. (Hozzáférés: 2010. június 13.)
- Sabanejewia aurata (De Filippi, 1863) (angol nyelven). Encyclopedia of Life. (Hozzáférés: 2010. október 14.)
- Sabanejewia aurata (De Filippi, 1863) (cseh nyelven). AQUATAB. (Hozzáférés: 2010. október 14.)
- Nalbant, T.T. and P.G. Bianco, 1998. The loaches of Iran and adjacent regions with description of six new species (Cobitoidea). Ital. J. Zool. 65:109-125.